# Санкт-Гоар
Санкт-Гоар (нем. Sankt Goar) — город в Германии, в земле Рейнланд-Пфальц. 
Входит в состав района Рейн-Хунсрюк. Подчиняется управлению Санкт Гоар-Обервезель.  Население составляет 2756 человек (на 31 декабря 2010 года). Занимает площадь 22,93 км². Официальный код  —  07 1 40 133. Назван в честь св. Гоара.
Город подразделяется на 4 городских района.

## Достопримечательности
- Замок Катц

## Галерея

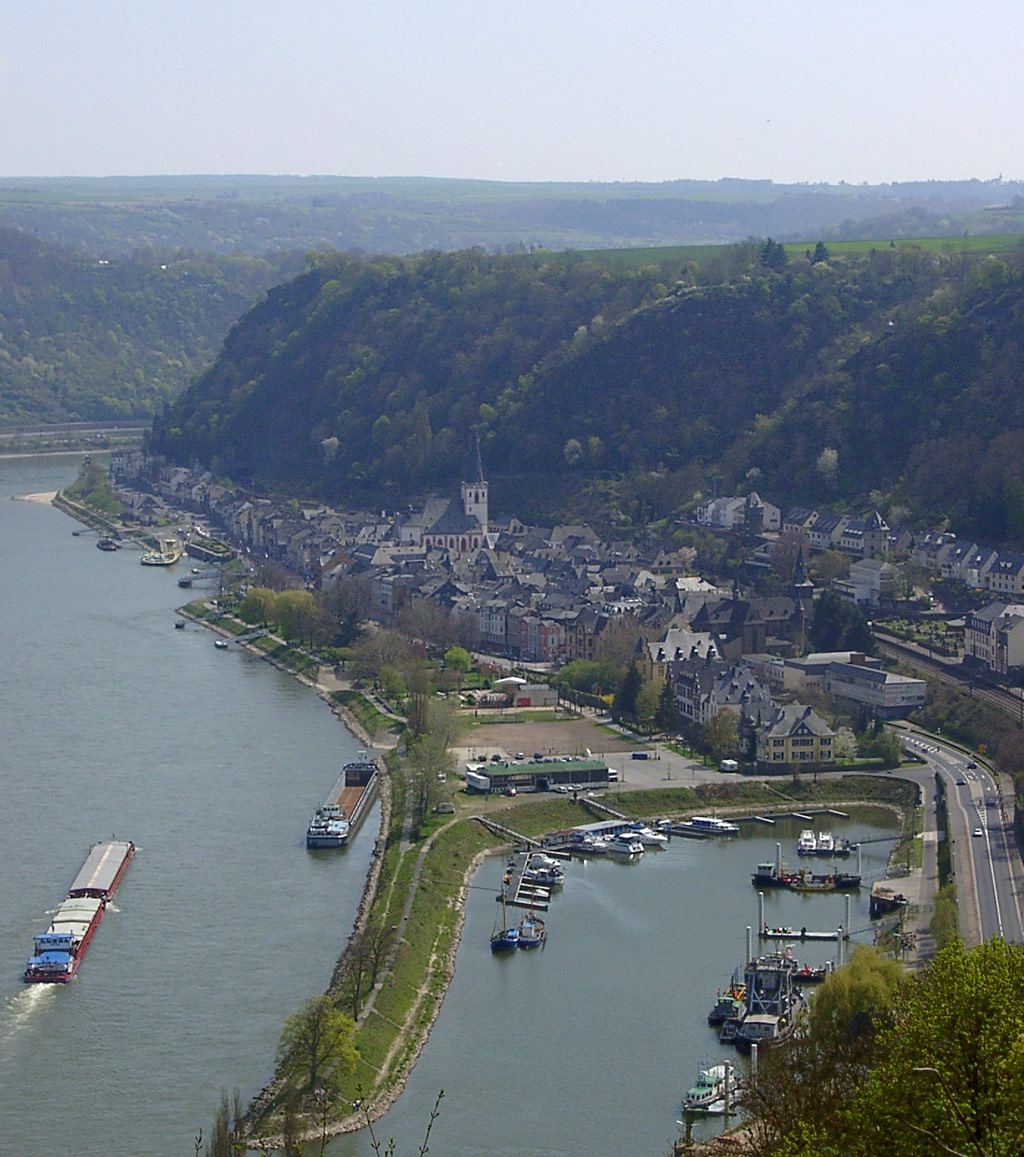
Санкт-Гоар
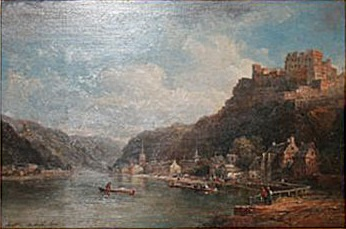
Санкт-Гоар на картине Уврие
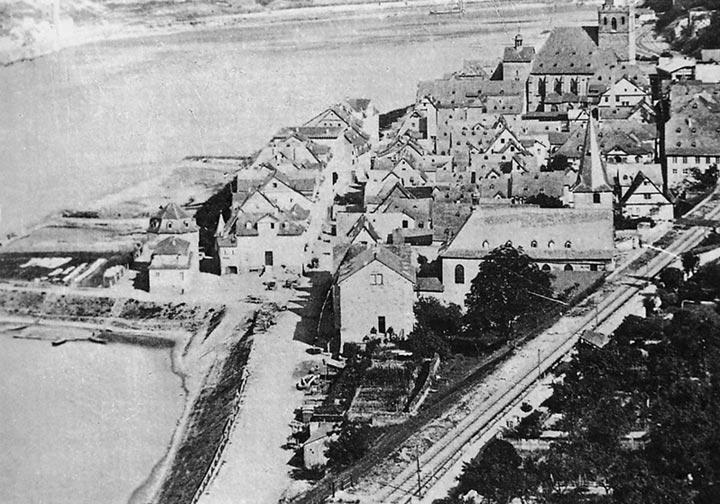
Санкт-Гоар